# Музей Нобелевской премии
Музей Нобелевской премии (бывший Музей Нобеля, швед.  Nobelmuseet) расположен в бывшем здании фондовой биржи (Börshuset) на северной стороне площади Сторторгет в Гамла Стан, старом городе в центре Стокгольма (Шведская академия и Нобелевская библиотека также находятся в этом же здании). В музее Нобелевской премии представлена информация о Нобелевской премии и её лауреатах, а также информация об основателе премии Альфреде Нобеле (1833—1896). В постоянную экспозицию музея входит множество даров от нобелевских лауреатов.

## История
Нобелевский музей открылся в Стокгольме весной 2001 года к 100-летию Нобелевской премии. Его название было изменено на Музей Нобелевской премии в 2019 году, когда Эрика Ланнер стала новым директором музея.
Согласно манифесту музея, его цель в том, чтобы быть «отражающей, устремленной в будущее и живой памятью о нобелевских лауреатах и их достижениях, а также о Нобелевской премии и Альфреде Нобеле». Музей предлагает выставки, фильмы, театральные постановки и дебаты, связанные с наукой. В музейных выставках представлены выдающиеся лауреаты Нобелевской премии, такие как Мария Кюри, Нельсон Мандела и Уинстон Черчилль.